# Rue de Marengo
Pour les articles homonymes, voir Marengo.
La rue de Marengo est une voie du 1er arrondissement de Paris, en France.

## Origine du nom
Le nom de la rue rappelle la victoire remportée lors de la bataille de Marengo, en 1800, sur les Autrichiens.

## Historique
À l'origine, la voie était une impasse connue en 1271 sous le nom de Richebourg. Ce nom lui vient d'une famille établie dans la rue que se trouvait à l'extérieur de l'enceinte de Philippe-Auguste.
En 1376, une adjudication par décret, faite au Châtelet, indique une maison sise rue du Coq ou de Richebourg. Le nom de rue du Coq, qui finit par s'imposer, lui vient d'une famille qui possédait des maisons dans la rue. L'épithète Saint-Honoré est ajouté par la suite pour éviter les confusions avec la rue du Coq-Saint-Jean (disparue dans la seconde partie du XIXe siècle).
La famille Le Coq fait construire un hôtel, plus tard appelé hôtel du Bouchage, qui occupe la partie est de la rue. Il est occupé à partir du XVIIe siècle par la Société de l'Oratoire de Jésus et de Marie, dont l'église, l'actuel temple protestant de l'Oratoire du Louvre, est bâtie sur la rue Saint-Honoré.
Elle est citée sous le nom de « rue du Cocq », dans un manuscrit de 1636 dont le procès-verbal de visite, en date du 22 avril 1636, indique qu'elle est « salle, boueuse et remplie d'immundices et de plus avons particulièrement veu quantité de fumiers compiliez avec boues, qui arrestent le cours des eaues des ruisseaux ».
Sur le plan de Turgot, un mur sépare la rue du Coq de l'espace aménagé devant le palais du Louvre après la construction de la cour carrée. Des lettres-patentes du 12 mai 1767 ordonnent l'élargissement de la rue, dite cul-de-sac du Coq, « en seize pied six pouces de largeur de chaque côté de la ligne capitale du milieu du Louvre ». Cet élargissement n'est effectué qu'en 1780. Ce mur n'apparait plus sur l'atlas de Verniquet. 
Dans le cadre du prolongement de la rue de Rivoli (transformations de Paris sous le Second Empire), l'ensemble des immeubles de la rue sont rasés. Considérablement élargie, la voie, qui relie désormais la rue Saint-Honoré et la rue de Rivoli, prend le nom de « rue de Marengo » en 1854. Sont construits côté ouest les Grands Magasins du Louvre et côté est des annexes au même magasin, les deux façades étant quasiment identiques. 

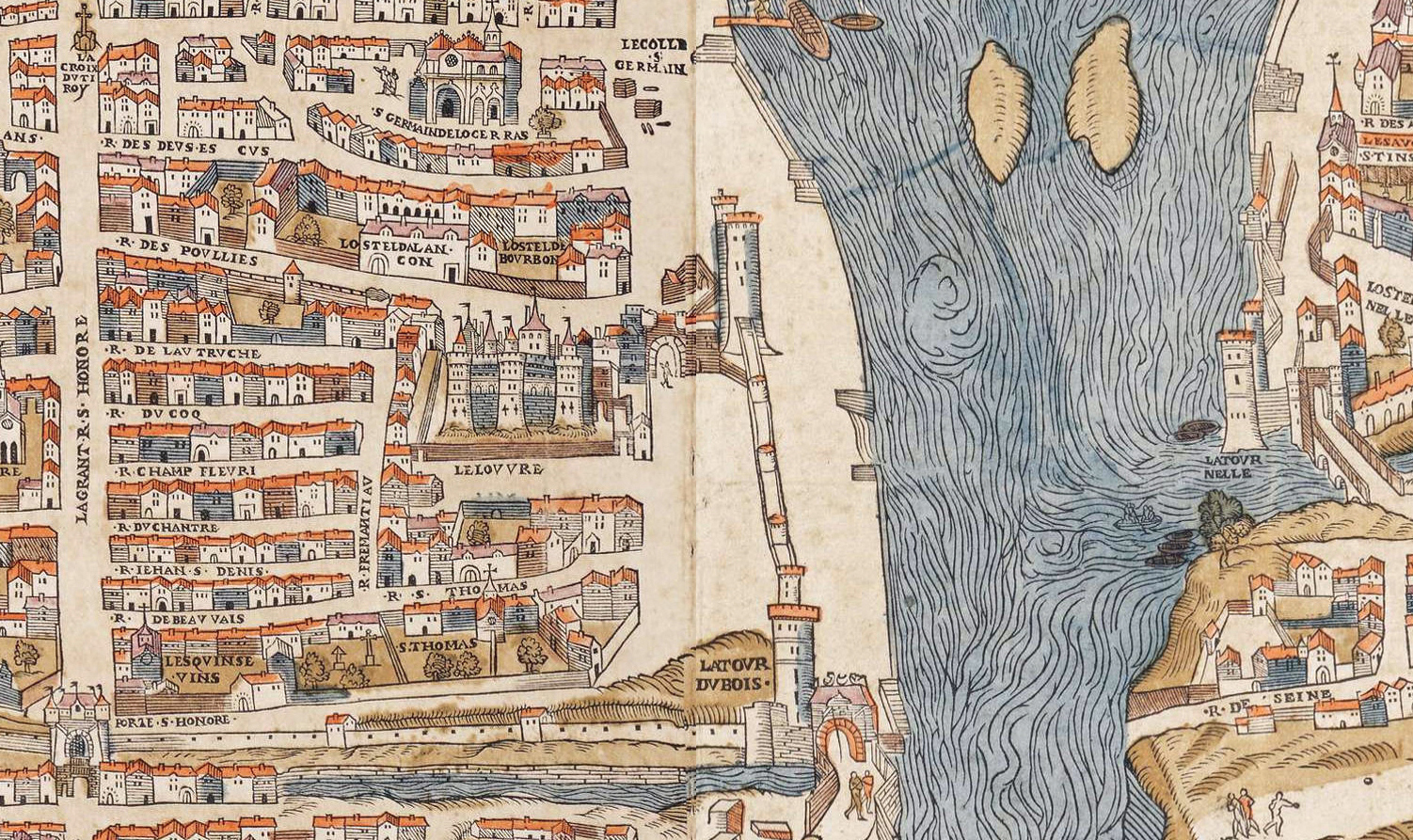
Extrait du plan de Bâle de 1550 autour du Louvre.
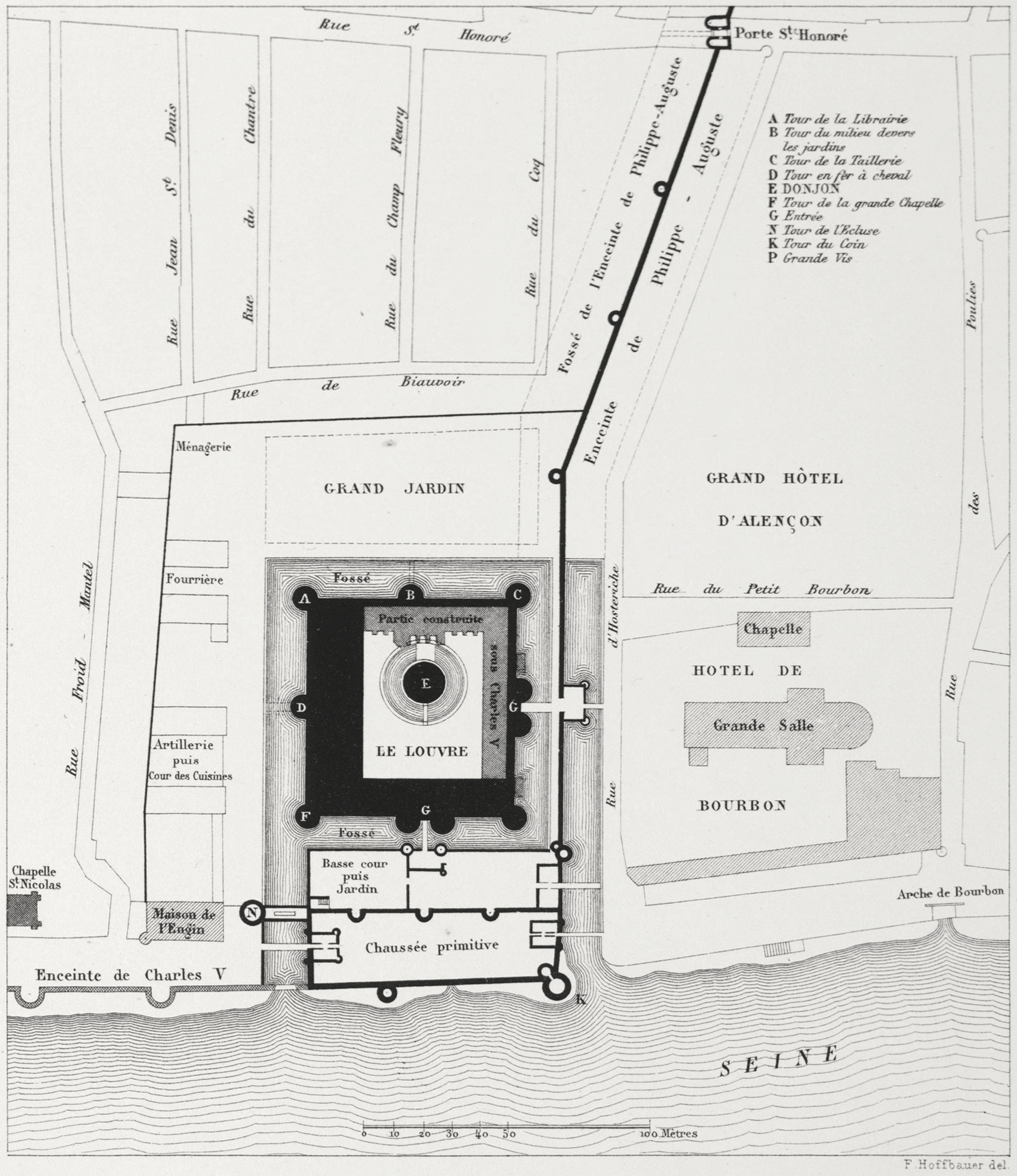
La rue du Coq et le Louvre en 1595.
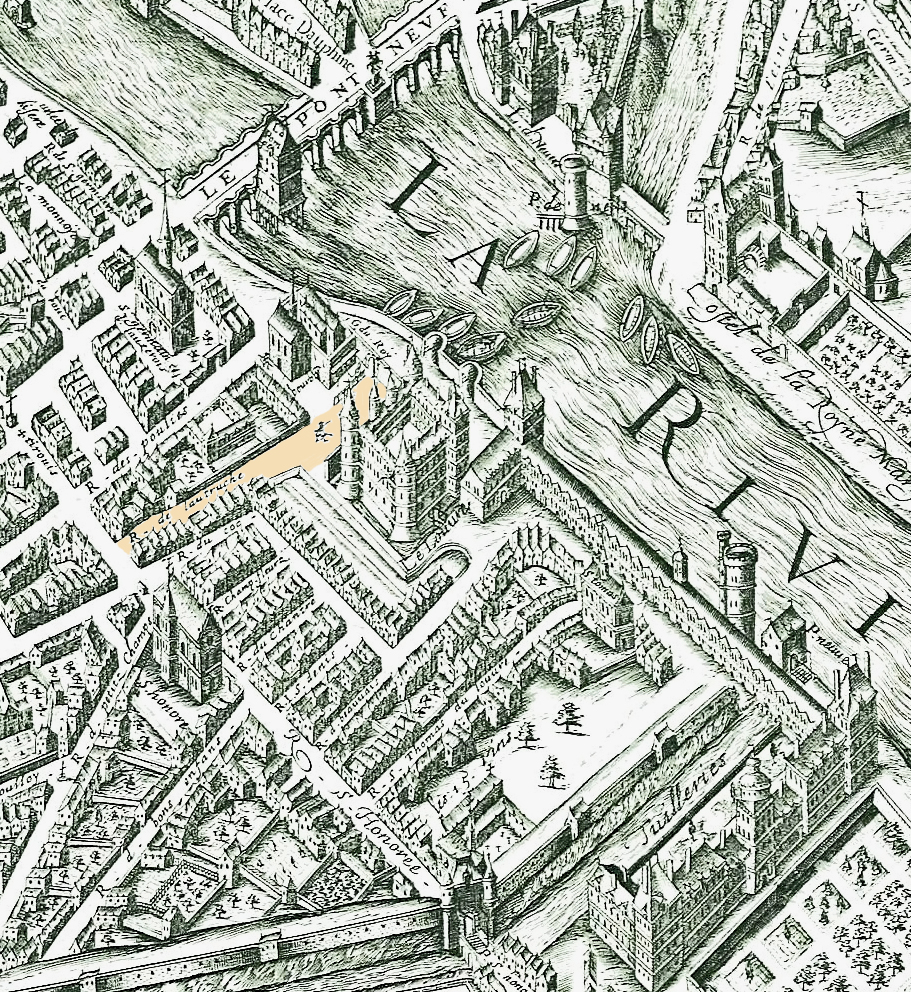
Extrait du plan de Vassalieu de 1609 avec la rue du Coq donnant sur le Louvre.
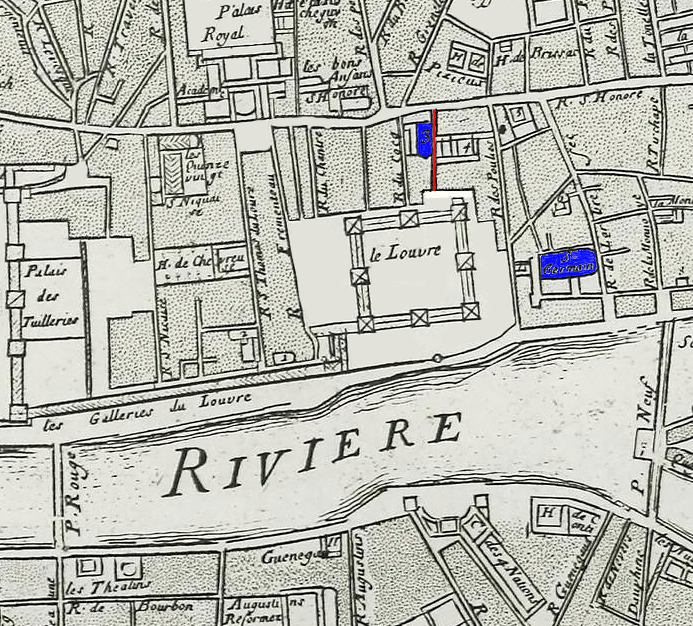
Extrait du plan de Nicolas de Fer de 1676. avec la rue du Coq à côté de la rue de l'Oratoire, en rouge, à côté de l'église des pères de l'Oratoire, en bleu, après l'agrandissement du Louvre.
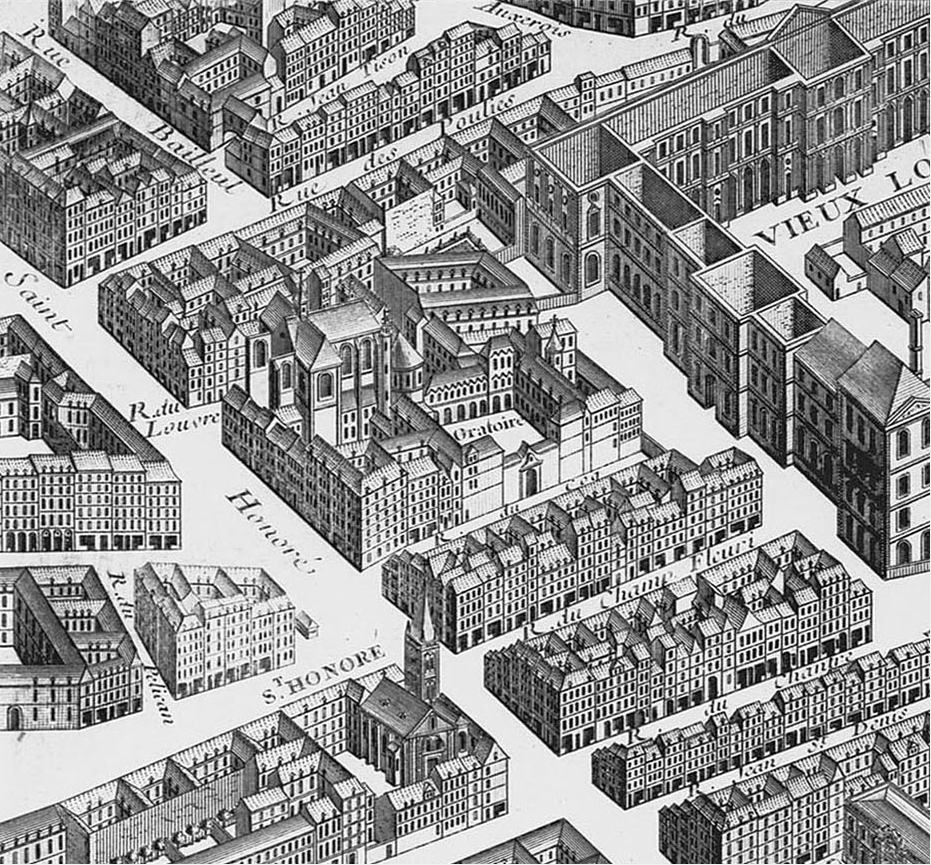
La rue du Coq sur le plan de Turgot.

## Bâtiments remarquables et lieux de mémoire
- No 7 : Alphonse Giroux (vers 1775-1848), marchand de tableaux, de meubles et objets d'art, avait ici son magasin de 1799 à 1848, qui fut repris par un de ses fils : Alphonse Gustave[réf. nécessaire].
- N°13 - 15 : Le marchand d'estampe, Aaron Martinet, avait son commerce dans cette rue de 1792 à 1830. À cette époque, la Rue de Marengo s'appelait Rue de Coq Saint-Honoré et le commerce de Aaron Martinet se situait originellement au numéro 124 qui a été renuméroté au N°13 et N°15[4].

## Pour approfondir